# US Tshinkunku
US Tshinkunku - voluit Union Sportive Tshinkunku - is een voetbalclub uit Congo-Kinshasa uit de stad Kananga. US Tshinkunku komt uit in het Linafoot, wat de hoogste voetbalcompetitie van Congo-Kinshasa is. Ze spelen hun thuiswedstrijden in het Stade des Jeunes, een relatief klein stadion dat plaats biedt aan zo'n 8.000 toeschouwers. De club werd in 1985 landskampioen en won in 2011 de beker. Vroeger heette de club Union St Gilloise

## Erelijst
- Landskampioen

1985
- Beker van Congo-Kinshasa

Winnaar: 2011